# Leopold Volkmar
Friedrich Wilhelm Johannes Leopold Volkmar (* 31. Juli 1817 in Berlin; † 10. September 1864 ebenda) war ein deutscher Jurist und Historiker, der sich insbesondere als Verteidiger der bürgerlichen Revolutionäre der Märzrevolution von 1848 einen Namen machte.

## Leben
Volkmar, ein Sohn des Wechselmaklers Moritz Daniel Volkmar, besuchte das Gymnasium zum Grauen Kloster und studierte Jura an der Friedrich-Wilhelms-Universität in Berlin. Nach einem Religionswechsel wurde er 1837 Auskultator, 1839 Referendar und 1842 Assessor. Die folgenden beiden Jahre war er am Berliner Kammergericht tätig, wechselte 1843 an das Landgericht Trier und wurde 1845 zum Advokat-Anwalt beim Rheinischen Revisions- und Kassationshof in Berlin ernannt.
Daneben trat er oftmals als Verteidiger in politischen Prozessen auf, speziell im Zusammenhang mit der 1848er Revolution. So verteidigte er 1847 den Schriftsteller und Journalisten  Ehrenreich Eichholz und erreichte 1850, dass Ludwig Eichler zu einer nur neunmonatigen Haft verurteilt wurde.
1859 gehört er zu den Mitbegründern der Juristischen Gesellschaft zu Berlin, später auch zur Ständigen Deputation des Deutschen Juristentags.
Sein Kollege Hermann Makower würdigte ihn als „konsequenten Verfechter freisinniger Grundsätze auf allen Gebieten des staatlichen Leben“.
Er war verheiratet mit Ida Simonson (1825–1879). Ihre Tochter Anna Volkmar (1849–1924) heiratete den Juristen Ferdinand Perels (1836–1903).

## Werke (Auswahl)
- Die Selbstständigkeit der unteren Instanzen gefährdet das Geheime Obertribunal, 1843
- Der Religions-Prozess des Prediger Schulz zu Gielsdorf, genannt Zopfschulz, eines Lichtfreundes des achtzehnten Jahrhunderts; actenmäßig dargestellt, Leipzig 1846 (Digitalisat)
- Ein Rechtsgutachten zur Sache des Leopold Hentschel, Kaufmannes zu Crossen, Verklagten, Appellaten, jetzt Revidenten, wider Julius Profé, Kaufmann zu Frankfurt a. d. O., Kläger, Appellanten, jetzt Revisen, 1847
- Vertheidigung des wegen seines Buches Schicksale eines Proletariers der Erregung von Mißvergnügen gegen die preußische Regierung angeklagten Schriftstellers Ehrenreich Eichholz, Altenburg 1847 (Digitalisat)
- Die Jurisprudenz des Rheinischen Cassationshofes zu Berlin. 1819–1846, Berlin 1848 (Digitalisat)
- Die Verbote gegen den Handel in Werth-Papieren und Aktien. Ein Commentar, Berlin 1857 (Digitalisat)
- (zusammen mit Siegmund Loewy), Die Deutsche Wechsel-Ordnung, Berlin 1862 (Digitalisat)